# Мак-Доно (округ)
Мак-До́но (англ. McDonough County) — округ в штате Иллинойс, США. Официально образован в 1826 году. По состоянию на 2010 год, численность населения составляла 32 612 человека.

## География
По данным Бюро переписи США, общая площадь округа равняется 1 528,102 км2, из которых 1 525,512 км2 — суша, и 0,800 км2, или 0,100 %, — это водоемы.

## Население
По данным переписи населения 2000 года в округе проживает 32 913 жителей в составе 12 360 домашних хозяйств и 7094 семьи. Плотность населения составляет 22,00 человека на км2. На территории округа насчитывается 13 289 жилых строений, при плотности застройки около 9,00-ти строений на км2. Расовый состав населения: белые — 92,88 %, афроамериканцы — 3,46 %, коренные американцы (индейцы) — 0,14 %, азиаты — 2,02 %, гавайцы — 0,04 %, представители других рас — 0,47 %, представители двух или более рас — 1,00 %. Испаноязычные составляли 1,48 % населения независимо от расы.
В составе 24,30 % из общего числа домашних хозяйств проживают дети в возрасте до 18 лет, 47,10 % домашних хозяйств представляют собой супружеские пары, проживающие вместе, 7,50 % домашних хозяйств представляют собой одиноких женщин без супруга, 42,60 % домашних хозяйств не имеют отношения к семьям, 31,80 % домашних хозяйств состоят из одного человека, 12,10 % домашних хозяйств состоят из престарелых (65 лет и старше), проживающих в одиночестве. Средний размер домашнего хозяйства составляет 2,28 человека, и средний размер семьи — 2,87 человека.
Возрастной состав округа: 17,70 % — моложе 18 лет, 27,60 % — от 18 до 24, 21,50 % — от 25 до 44, 19,10 % — от 45 до 64, и 19,10 % — от 65 и старше. Средний возраст жителя округа — 29 лет. На каждые 100 женщин приходится 95,30 мужчин. На каждые 100 женщин старше 18 лет приходится 93,80 мужчин.
Средний доход на домохозяйство в округе составлял 32 141 USD, на семью — 43 385 USD. Среднестатистический заработок мужчины был 29 326 USD против 20 798 USD для женщины. Доход на душу населения составлял 15 890 USD. Около 9,60 % семей и 19,80 % общего населения находились ниже черты бедности, в том числе — 19,60 % молодежи (тех, кому ещё не исполнилось 18 лет) и 7,20 % тех, кому было уже больше 65 лет.